# Villa romana de Los Villares
La villa romana de Los Villares se ubica al sur de la localidad de Santervás del Burgo, en el término municipal de Fuentearmegil, (Provincia de Soria, España), en la margen derecha del camino de Valdealbín, muy próxima a la zona de influencia de las ciudades de Clunia y Uxama. 
El conocimiento de la villa se debe al hallazgo de materiales en superficie. El complejo parece situarse sobre un yacimiento celtibérico anterior. Fue excavada en 1954, momento en el que se descubrieron las estructuras principales de la misma. 
Declarada como Bien de Interés Cultural el 4 de febrero de 2004.
La villa se distribuye alrededor de un peristilo central rodeado de galerías en torno a las cuales se organizan las habitaciones principales al sur (posible tablinum, triclinium, oecus, y una estancia con hornacinas posiblemente de uso religioso, pavimentada con un mosaico con un emblema con la diosa Ceres). Al norte parecen ubicarse las dependencias relacionadas con la vida económica de la villa, existiendo posiblemente un hortus entre ellas y el río. La planta cuenta con su paralelo más cercano en la villa "La Dehesa" en Las Cuevas de Soria). Destacan en ella sobre todo los mosaicos, en su mayoría con motivos geométricos y vegetales, así como alguno figurado con representaciones mitológicas o de animales. La cronología de los materiales hallados abarca desde mitad del s. II hasta el s. IV d. C. 
La construcción de la villa puede llevarse por lo tanto a época altoimperial, aunque parece ser que fue objeto de una remodelación posterior entre el s. IV y V d. C., que afectó a varios de los pavimentos documentados. 
En la actualidad los restos excavados aparecen cubiertos, situándose la parte nuclear del yacimiento en terrenos de propiedad municipal, mientras en las fincas adyacentes los trabajos agrícolas están provocando el deteriorado de mosaicos y estructuras.